# Dietmar Biesold
Dietmar Biesold (* 28. Juli 1925 in Zschachwitz; † 19. Januar 1991 in Leipzig) war ein deutscher Neurochemiker.

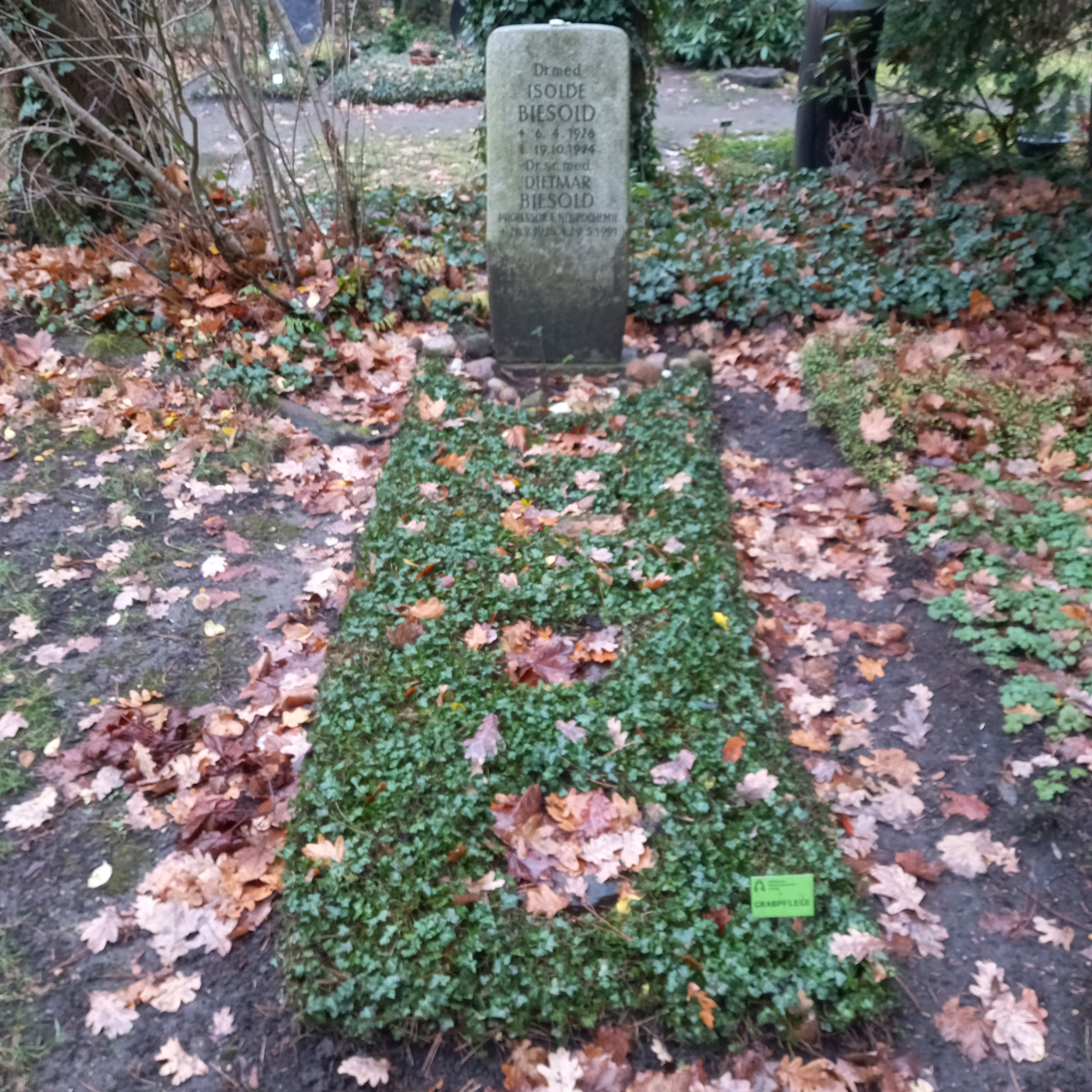
Das Grab von Dietmar Biesold und seiner Ehefrau Isolde auf dem Südfriedhof (Leipzig)

Nach einer Ausbildung als Neurochemiker in Leipzig und Cardiff wurde Biesold 1975 auf den ersten Lehrstuhl für Neurochemie berufen. Er war Mitbegründer des Paul-Flechsig-Instituts. Der Künstler Daniel Biesold sowie der Arzt Markus Biesold sind Söhne von Dietmar Biesold.
Biesold wurde bekannt für seine neurowissenschaftliche Erforschung der Alzheimer- und Wilson-Krankheit. Zudem erforschte er die Änderung der synaptischen Plastizität im Rahmen der ontogenetischen Entwicklung.